# Kazachstan op de Olympische Winterspelen 2010

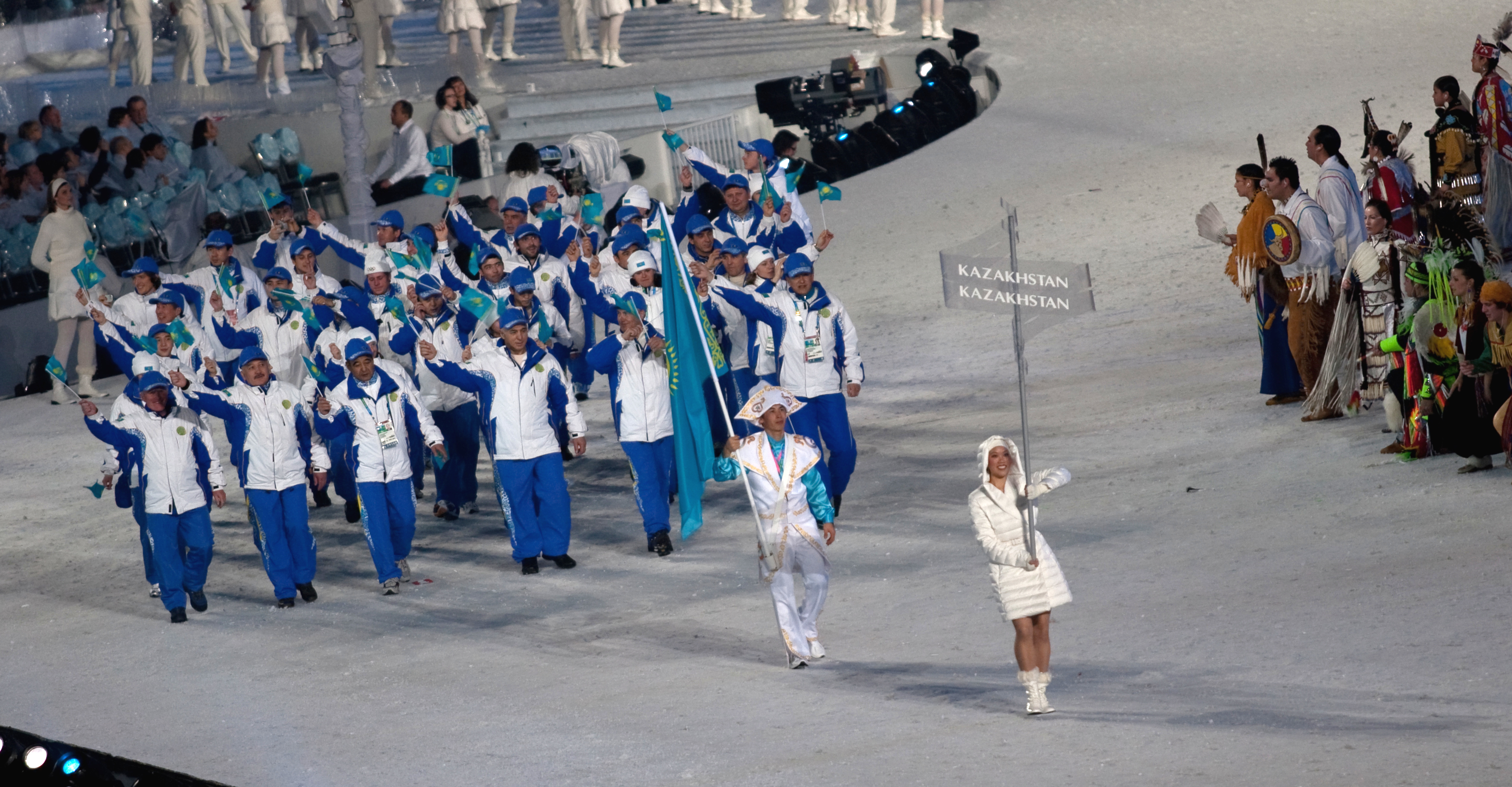
Het team van Kazachstan bij de opening

Tijdens de Olympische Winterspelen van 2010, die in Vancouver (Canada) werden gehouden, nam Kazachstan voor de vijfde keer deel aan de Winterspelen.

## Medailleoverzicht
| Sport   | Olympiër            | Discipline            | Medaille |
| ------- | ------------------- | --------------------- | -------- |
| Biatlon | Jelena Chroestaleva | 15 km individueel (v) | Zilver   |

## Deelnemers en resultaten

### Alpineskiën
| Olympiër          | Discipline          | Resultaat | Prestatie                          |
| ----------------- | ------------------- | --------- | ---------------------------------- |
| Igor Zakurdaev    | Afdaling (m)        | 50e       | 1.59,80 (+5,49)                    |
| Igor Zakurdaev    | Reuzenslalom (m)    | 51e       | 2.51,36 (+13,53) — 1.24,50+1.26,86 |
| Igor Zakurdaev    | Slalom (m)          | 38e       | 1.52,81 (+13,49) — 54,41+58,40     |
| Igor Zakurdaev    | Supercombinatie (m) | 33e       | 2.56,20 (+11,28) — 1.58,95+57,25   |
| Igor Zakurdaev    | Super G (m)         | 43e       | 1.36,97 (+6,63)                    |
|                   |                     |           |                                    |
| Lyudmila Fedotova | afdaling (v)        | 36e       | 2.01,58 (+17,39)                   |
| Lyudmila Fedotova | Reuzenslalom (v)    | DNF       | DNF-1                              |
| Lyudmila Fedotova | Super G (v)         | 38e       | 1.31,43 (+11,29)                   |

### Biatlon
| Olympiër                                                           | Discipline                | Resultaat | Prestatie |
| ------------------------------------------------------------------ | ------------------------- | --------- | --- |
| Nikolay Braichenko                                                 | 10 km sprint (m)          | 84e       | 28.52,0 (+4.44,2) pen.: 3 (1 + 2)                                                                             |
| Alexsandr Chervyhkov                                               | 10 km sprint (m)          | 51e       | 27.09,9 (+3.02,1) pen.: 3 (1 + 2)                                                                             |
| Alexsandr Chervyhkov                                               | 12,5 km achtervolging (m) | 49e       | 37.30,5 (+3.52,1) pen.: 3 (1 + 0 + 1 + 1)                                                                     |
| Alexsandr Chervyhkov                                               | 20 km individueel (m)     | 50e       | 53.53,1 (+5.30,6) pen.: 4 (0 + 0 + 0 + 4)                                                                     |
| Dias Keneshev                                                      | 10 km sprint (m)          | 72e       | 28.04,6 (+3.56,8) pen.: 1 (0 + 1)                                                                             |
| Dias Keneshev                                                      | 20 km individueel (m)     | 72e       | 56.27,0 (+8.04,5) pen.: 4 (1 + 0 + 0 + 3)                                                                     |
| Yan Savitskiy                                                      | 10 km sprint (m)          | 39e       | 26.35,2 (+2.27,4) pen.: 1 (1 + 0)                                                                             |
| Yan Savitskiy                                                      | 12,5 km achtervolging (m) | 27e       | 35.49,6 (+2.11,2) pen.: 1 (0 + 0 + 1 + 0)                                                                     |
| Yan Savitskiy                                                      | 20 km individueel (m)     | 64e       | 55.07,3 (+6.44,8) pen.: 5 (0 + 1 + 2 + 2)                                                                     |
| Alexandr Trifonov                                                  | 20 km individueel (m)     | 69e       | 55.53,1 (+7.30,6) pen.: 4 (2 + 1 + 1 + 0)                                                                     |
| Alexsandr Chervyhkov Yan Savitskiy Dias Keneshev Alexandr Trifonov | 4×7,5 km estafette (m)    | 18e       | 1:30.31,1 (+8.53,0) pen.: 4 (2+6 2+7) 21.08,9 (0+1 0+3) 22.23,1 (2+3 0+1) 24.10,2 (0+1 2+3) 22.48,9 (0+1 0+0) |
|                                                                    |                           |           | |
| Lyubov Filimonova                                                  | 7,5 km sprint (v)         | 67e       | 22.44,4 (+2.48,8) pen.: 2 (1 + 1)                                                                             |
| Lyubov Filimonova                                                  | 15 km individueel (v)     | 57e       | 46.45,4 (+5.52,6) pen.: 3 (0 + 1 + 1 + 1)                                                                     |
| Elena Khrustaleva                                                  | 7,5 km sprint (v)         | 5e        | 20.20,4 (+0.24,8) pen.: 0 (0 + 0)                                                                             |
| Elena Khrustaleva                                                  | 10 km achtervolging (v)   | 11e       | 31.42,1 (+1.26,1) pen.: 3 (1 + 0 + 1 + 1)                                                                     |
| Elena Khrustaleva                                                  | 15 km individueel (v)     | Zilver    | 41.13,5 (+0.20,7) pen.: 0 (0 + 0 + 0 + 0)                                                                     |
| Elena Khrustaleva                                                  | 12,5 km massastart (v)    | 27e       | 39.01,3 (+3.41,7) pen.: 5 (2 + 2 + 1 + 0)                                                                     |
| Anna Lebedeva                                                      | 7,5 km sprint (v)         | 52e       | 22.15,1 (+2.19,5) pen.: 0 (0 + 2)                                                                             |
| Anna Lebedeva                                                      | 10 km achtervolging (v)   | 44e       | 34.49,8 (+4.33,8) pen.: 2 (0 + 1 + 0 + 1)                                                                     |
| Anna Lebedeva                                                      | 15 km individueel (v)     | 38e       | 44.36,3 (+3.43,5) pen.: 2 (0 + 0 + 0 + 2)                                                                     |
| Marina Lebedeva                                                    | 7,5 km sprint (v)         | 58e       | 22.27,0 (+2.31,4) pen.: 1 (0 + 1)                                                                             |
| Marina Lebedeva                                                    | 10 km achtervolging (v)   | dnf       | dnf pen.: 5 (1 + 2 + 2)                                                                                       |
| Marina Lebedeva                                                    | 15 km individueel (v)     | 71e       | 48.04,9 (+7.12,1) pen.: 3 (0 + 0 + 2 + 1)                                                                     |
| Elena Khrustaleva Anna Lebedeva Lyubov Filimonova Marina Lebedeva  | 4×6 km estafette (v)      | 14e       | 1:13.42,9 (+4.06,6) pen.:0 (0+4 0+5) 17.42,1 (0+0 0+1) 18.00,8 (0+1 0+1) 18.52,6 (0+1 0+2) 19.07,4 (0+2 0+1)  |

dnf: niet gefinisht

### Freestylskiën
| Olympiër          | Discipline  | Resultaat | Prestatie                                                    |
| ----------------- | ----------- | --------- | ------------------------------------------------------------ |
| Dmitriy Barmashov | moguls (m)  | 29e       | kwalificatie: 29e - uitgeschakeld: 11.56 ptn                 |
| Dmitriy Reiherd   | moguls (m)  | 18e       | 19.23 ptn kwalificatie: 24e - uitgeschakeld: 22.07 ptn       |
|                   |             |           |                                                              |
| Zhibak Arapbayeva | aerials (v) | 23e       | kwalificatie: 23e - uitgeschakeld: 86,98 ptn (48,89 + 38,09) |
| Yulia Galysheva   | moguls (v)  | 11e       | 22.17 ptn kwalificatie: 18e - 21.08 ptn                      |
| Yuliya Rodionova  | moguls (v)  | 22e       | kwalificatie: 22e - uitgeschakeld: 20.73 ptn                 |
| Darya Rybalova    | moguls (v)  | 14e       | 20.85 ptn kwalificatie: 3e - 25.03 ptn                       |

### Kunstrijden
| Olympiër          | Discipline | Resultaat | Prestatie                                         |
| ----------------- | ---------- | --------- | ------------------------------------------------- |
| Denis Ten         | mannen     | 11e       | 211.25 (korte kür: 76.24, vrije kür: 135.01)      |
| Abzal Rakimgaliev | mannen     | 26e       | 55.88 (korte kür: 55.88, vrije kür: niet bereikt) |

### Langlaufen
| Olympiër                                                                                   | Discipline              | Resultaat | Prestatie |
| ------------------------------------------------------------------------------------------ | ----------------------- | --------- | --- |
| Nikolaj Tsjebotko                                                                          | sprint (m)              | KF        | kwalificatie: 3.37,84 (+3,27) 8e; kwartfinale-5: 3.38,6 (+0,8) 3e                                                            |
| Nikolaj Tsjebotko                                                                          | 15 km vrije stijl (m)   | 38e       | 35.34,1 (+1.57,8) |
| Sergej Cherepanov                                                                          | sprint (m)              | kw.       | kwalificatie: 3.48,29 (+13,72) 48e                                                                                           |
| Sergej Cherepanov                                                                          | 15 km vrije stijl (m)   | 47e       | 35.50,8 (+2.14,5) |
| Sergej Cherepanov                                                                          | 30 km achtervolging (m) | 49e       | 1:23.43,7 (+8.32,3) |
| Yevgeniy Koshevoy                                                                          | sprint (m)              | kw.       | kwalificatie: 3.49,51 (+14,94) 52e                                                                                           |
| Aleksej Poltoranin                                                                         | sprint (m)              | 5e        | kwalificatie: 3.38.68 (+4,11) 15e; kwartfinale-3: 3.34,7 (+0,8) 2e; halve finale-1: 3.35,6 (+1,1) 4e; finale: 3.54,4 (+18,1) |
| Aleksej Poltoranin                                                                         | 15 km vrije stijl (m)   | 14e       | 34.50,5 (+1.14,2) |
| Aleksej Poltoranin                                                                         | 50 km klassiek (m)      | 27e       | 2:09.29,6 (+3.54,1) |
| Jevgeni Velitsjko                                                                          | 15 km vrije stijl (m)   | 56e       | 36.33,0 (+2.56,7) |
| Jevgeni Velitsjko                                                                          | 30 km achtervolging (m) | 28e       | 1:18.00,2 (+2.48,8) |
| Jevgeni Velitsjko                                                                          | 50 km klassiek (m)      | 39e       | 2:13.01,5 (+7.26,0) |
| Sergej Tsjerepanov                                                                         | 50 km klassiek (m)      | dns       | niet gestart |
| Nikolaj Tsjebotko Aleksej Poltoranin                                                       | teamsprint (m)          | 5e        | halve finale-2: 18.45,3 (5e); finale: 19.07,5 (+6,5)                                                                         |
| Team Kazachstan Sergej Tsjerepanov Aleksej Poltoranin Jevgeni Velitsjko Nikolaj Tsjebotko  | 4× 10 km (m)            | 11e       | 1:49.49,1 (+4.43,7) 28.36,1 27.45,2 26.38,3 26.49,5                                                                          |
|                                                                                            |                         |           | |
| Elena Antonova                                                                             | sprint (v)              | kw.       | kwalificatie: 4.01,35 (+23,30) 45e                                                                                           |
| Oksana Jatskaja                                                                            | sprint (v)              | kw.       | kwalificatie: 3.51,27 (+13,22) 32e                                                                                           |
| Oksana Jatskaja                                                                            | 10 km vrije stijl (v)   | 40e       | 27.16,3 (+2.17,9) |
| Oksana Jatskaja                                                                            | 15 km achtervolging (v) | 33e       | 42.53,0 (+2.54,9) |
| Oksana Jatskaja                                                                            | 30 km klassiek (v)      | 19e       | 1:34.11,0 (+3.37,3) |
| Elena Kolomina                                                                             | sprint (v)              | kw.       | kwalificatie: 3.52,12 (+14,07) 36e                                                                                           |
| Elena Kolomina                                                                             | 10 km vrije stijl (v)   | 27e       | 26.35,6 (+1.37,2) |
| Elena Kolomina                                                                             | 15 km achtervolging (v) | 28e       | 42.48,4 (+2.50,3) |
| Elena Kolomina                                                                             | 30 km klassiek (v)      | 34e       | 1:37.53,0 (+7.19,3) |
| Svetlana Malahova-Shishkina                                                                | 10 km vrije stijl (v)   | 10e       | 25.53,9 (+55,5) |
| Svetlana Malahova-Shishkina                                                                | 15 km achtervolging (v) | 25e       | 42.27,1 (+2.29,0) |
| Svetlana Malahova-Shishkina                                                                | 30 km klassiek (v)      | 43e       | 1:41.01,6 (+10.27,9) |
| Marina Matrossova                                                                          | sprint (v)              | kw.       | kwalificatie: 4.03,14 (+23,68) 48e                                                                                           |
| Marina Matrossova                                                                          | 15 km achtervolging (v) | 48e       | 44.36,2 (+4.38,1) |
| Marina Matrossova                                                                          | 30 km klassiek (v)      | 35e       | 1:38.00,6 (+7.26,9) |
| Tatjana Roshina                                                                            | 10 km vrije stijl (v)   | 36e       | 27.06,6 (+2.08,2) |
| Oksana Jatskaja Elena Kolomina                                                             | teamsprint (v)          | HF        | halve finale-2: 19.33,6 (6e)                                                                                                 |
| Team Kazachstan Elena Kolomina Oksana Jatskaja Tatjana Roshina Svetlana Malahova-Shishkina | 4× 5 km (v)             | 10e       | 58.23,3 (+ 3.03,8) 15.29,1 15.27,7 13.47,7 13.40,8                                                                           |

### Schaatsen
| Olympiër          | Discipline | Resultaat | Prestatie                |
| ----------------- | ---------- | --------- | ------------------------ |
| Roman Krech       | 500 m (m)  | 34e       | 72,531 (36,261 + 36,270) |
| Roman Krech       | 1000 m (m) | 28e       | 1.11,27                  |
| Denis Koezin      | 1000 m (m) | 23e       | 1.10,88                  |
| Denis Koezin      | 1500 m (m) | 23e       | 1.49,05                  |
| Dmitri Babenko    | 5000 m (m) | 15e       | 6.31,19                  |
|                   |            |           |                          |
| Jekaterina Ajdova | 500 m (v)  | 18e       | 78,140 (39,024 + 39,116) |
| Jekaterina Ajdova | 1000 m (v) | 16e       | 1.17,85                  |
| Jekaterina Ajdova | 1500 m (v) | 29e       | 2.02,81                  |

### Schansspringen
| Olympiër         | Discipline              | Resultaat | Prestatie                                                      |
| ---------------- | ----------------------- | --------- | -------------------------------------------------------------- |
| Nikolaj Karpenko | normale schans ind. (m) | 29e       | 229 p. (96,0 m en 97,0 m) kwalificatie 31e — 114,5 p. (97,0 m) |
| Nikolaj Karpenko | grote schans ind. (m)   | 51e       | kwalificatie: 41e — uitgeschakeld: 100,2 p. (119,0 m)          |
| Aleksej Korolev  | normale schans ind. (m) | 44e       | 105 p. (93,0 m en dnq) kwalificatie 29e — 116 p. (97,0 m)      |
| Aleksej Korolev  | grote schans ind. (m)   | 39e       | 79,8 p. (108,5 m en dnq) kwalificatie 32e — 109,3 p. (123,5 m) |

dnq: niet geplaatst voor de tweede ronde

### Shorttrack
| Olympiër        | Discipline | Resultaat | Prestatie              |
| --------------- | ---------- | --------- | ---------------------- |
| Aidar Bekzhanov | 500 m (m)  | 31e       | vr7: gediskwalificeerd |
| Aidar Bekzhanov | 1000 m (m) | 28e       | vr2: 1.26,536 (4e)     |

Albanië · Algerije · Andorra · Argentinië · Armenië · Australië · Azerbeidzjan · België · Bermuda · Bosnië en Herzegovina · Brazilië · Bulgarije · Canada · Chili · China · Chinees Taipei · Colombia · Cyprus · Denemarken · Duitsland · Estland · Ethiopië · Finland · Frankrijk · Georgië · Ghana · Griekenland · Groot-Brittannië · Hongarije · Hongkong · Ierland · IJsland · India · Iran · Israël · Italië · Jamaica · Japan · Kaaimaneilanden · Kazachstan · Kirgizië · Kroatië · Letland · Libanon · Liechtenstein · Litouwen · Macedonië · Marokko · Mexico · Moldavië · Monaco · Mongolië · Montenegro · Nederland · Nepal · Nieuw-Zeeland · Noord-Korea · Noorwegen · Oekraïne · Oezbekistan · Oostenrijk · Pakistan · Peru · Polen · Portugal · Roemenië · Rusland · San Marino · Senegal · Servië · Slovenië · Slowakije · Spanje · Tadzjikistan · Tsjechië · Turkije · Verenigde Staten · Wit-Rusland · Zuid-Afrika · Zuid-Korea · Zweden · Zwitserland